# Down with the Sickness
"Down with the Sickness" je treći singl američkog nu metal sastava Disturbed s njihovog debitantskog studijskog albuma The Sickness. 

## O pjesmi
Singl je objavljen 31. listopada 2000. te je jedna od njihovih najpoznatijih pjesama. Ujedno i njihov prvi singl koji je dobio zlatnu nakladu.
Za singl je snimljen i spot koji se sastoji od snimaka njihovih nastupa uživo. Za spot, kao i za radio napravljena je kraća verzija od one koja je na albumu. Producirao ju je Johhny K.
Pjesma se pojavila u par filmova i TV serija, uključujući i CSI: Miami.

## Top ljestvice
| Godina | Ljestvica              | Pozicija |
| ------ | ---------------------- | -------- |
| 2001.  | Mainstream Rock Tracks | 5.       |
| 2001.  | Modern Rock Tracks     | 8.       |
| 2006.  | Hot Ringtones          | 6.       |

## Produkcija
- Disturbed

- David Draiman - vokal
- Dan Donegan - gitara, elektronika
- Steve Kmak - bas-gitara
- Mike Wengren - bubnjevi, udaraljke, programer